# Асоціація футболу Парагваю
Асоціація футболу Парагваю (ісп. Asociación Paraguaya de Futbol або APF) — головний орган управління футболом в Парагваї. Заснована у 1906 році та стали членом ФІФА у 1925. Асоціація є членом КОНМЕБОЛ та відповідає за збірну Парагваю з футболу та національні турніри. Штаб-квартира знаходиться у Асунсьйоні.